# Pila de combustie cu apă a lui Stanley Meyer
Pila de combustie cu apă este o variantă de "perpetuum mobile" creat de americanul Allen Meyer (24 august – 20 martie 1998), dispozitiv despre care a avut loc o controversă. El pretindea că un automobil echipat cu acest dispozitiv ar consuma apă în loc de benzină, însă prototipul de automobil acționat de el a fost considerat fraudulos de o instanță judecătorească din Ohio în 1996.

## Descriere

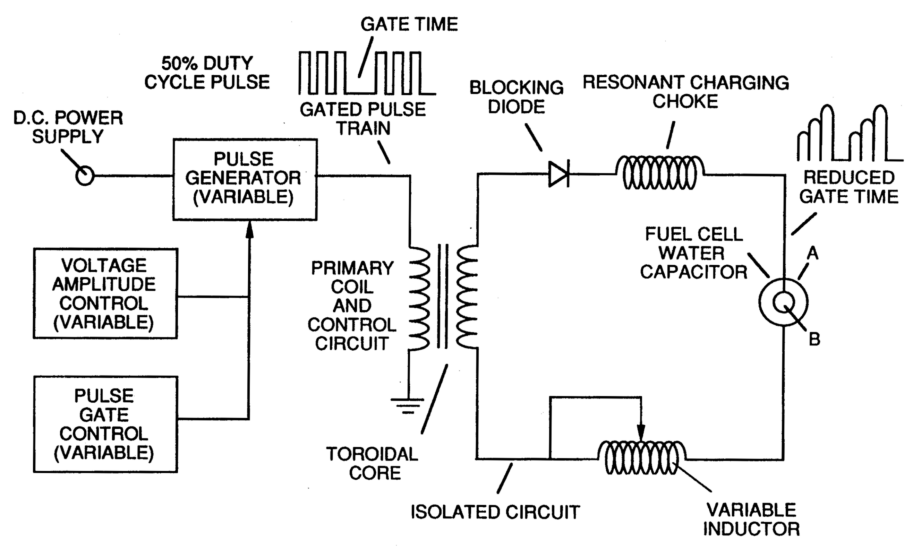
Schema circuitului

Se afirma că pila separă apa în elementele sale componente, hidrogen și oxigen. Apoi, hidrogenul va fi ars pentru a obține energie, refăcând moleculele de apă. După afirmația lui Meyer, pila necesită mai puțină energie pentru separarea componentelor decât electroliza clasică. Mecanismul de acțiune presupus produce HHO, un amestec de hidrogen și oxigen în raport de 2:1, același cu cel al apei. Acesta eventual se va amesteca cu aerul ambiant, care conține azot, oxigen, dioxid de carbon, metan, clorofluorocarburi, radicali liberi etc. Dacă dispozitivul ar lucra astfel, ar viola atât primul, cât și al doilea principiu al termodinamicii și ar funcționa ca un perpetuum mobile.

## Termenul „pilă de combustie”

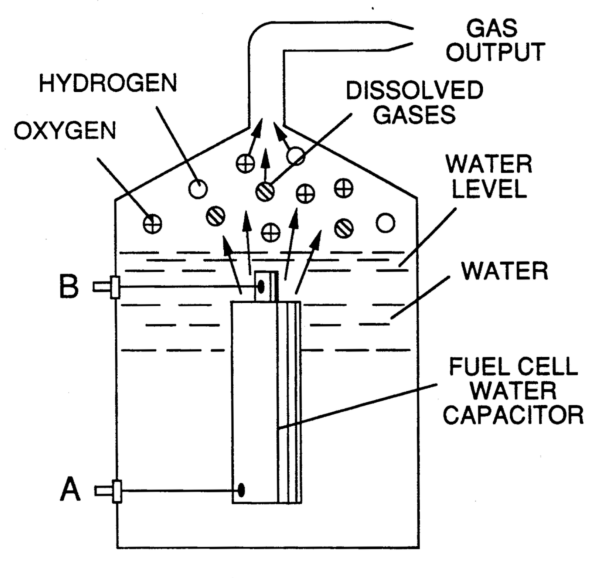
Pila de combustie cu apă propriu-zisă

În patentele sale Meyer a folosit denumirea de „pilă de combustie” (engleză fuel cell) sau „pilă de combustie cu apă” (engleză water fuel cell) pentru partea din dispozitivul său în care electricitatea trece prin apă pentru a produce hidrogen și oxigen. Folosirea de către Meyer a acestui termen este contrară înțelesului uzual din știință și inginerie, unde aceasta este numită celulă de electroliză (en). Termenul de pilă de combustie este în mod normal rezervat dispozitivelor care produc electricitate ca urmare a reacțiilor redox, în timp ce pila lui Meyer consumă electricitate, după cum se vede din schița din patentul său, alăturată. Meyer descrie într-un patent din 1990 folosirea unui „ansamblu cu pilă de combustie cu apă” și ilustrează cu imagini ale unui „condensator [electric] cu pilă de combustie cu apă”. Conform patentului, în acest caz „... termenul «pilă de combustie» se referă la un subansamblu al invenției cuprinzând un condensator cu pilă de combustie cu apă ... care produce gazul combustibil conform metodei descrise în invenție."

## Reflectarea în media
Într-o știre la postul TV WSYX din Ohio Meyer a prezentat un dune buggy la care afirma că era acționat de pila sa de combustie cu apă. El estima că folosind doar 83 de litri de apă (22 galoane) ar potea traversa SUA de la Los Angeles la New York. În plus, Meyer a afirmat că a înlocuit bujiile cu „injectoare” care introduc amestecul de hidrogen/oxigen în cilindrii motorului. Apa este supusă unei rezonanțe electrice (en) care o descompune în componentele elementare, hidrogen și oxigen gazos, care, pentru a produce energie, vor fi arse într-un motor cu ardere internă obișnuit, rezultând la loc apă în stare de vapori.
Philip Ball, într-un articol din revista academică Nature , caracterizează afirmațiile lui Meyer drept pseudoștiință, spunând că „Nu este ușor de explicat cum funcționează automobilul lui Mayer decât prin faptul că conține o pilă de combustie capabilă să descompună apa folosind mai puțină energie decât cea care se obține prin recombinarea elementelor … Luptătorii împotriva pseudoștiinței pot să protesteze cât vor, dar în final s-ar putea să accepte că mitul apei drept combustibil nu va dispărea niciodată” "(engleză It's not easy to establish how Meyer's car was meant to work, except that it involved a fuel cell that was able to split water using less energy than was released by recombination of the elements ... Crusaders against pseudoscience can rant and rave as much as they like, but in the end they might as well accept that the myth of water as a fuel is never going to go away").
Actual nu există niciun studiu academic despre dispozitivul lui Meyer care să fi apărut în publicații științifice. Articolul din revista Nature se referă la dispozitivul lui Meyer mai mult din perspectiva mitului „apa drept combustibil”.

## Urmărirea în justiție
În 1996 Meyer a fost dat în judecată de doi investitori cărora le-a vândut dreptul de a face afaceri în tehnologia „pilei de combustibil cu apă”. Automobilul său trebuia să fie examinat de expertul Michael Laughton, profesor de electrotehnică la Queen Mary University of London (en) și membru al Royal Academy of Engineering (en). Însă în ziua examinării Meyer s-a eschivat, n-a permis examinarea. După spusele lui Meyer, tehnologia era brevetabilă și în curs de examinare la biroul de patente, Departamentul Energiei SUA și autorităților militare. Ulterior, „pila sa de combustie cu apă” a fost examinată de trei experți juridici care au declarat că „nu era nimic revoluționar în pilă și că era o celulă de electroliză obișnuită". Curtea a decis că Meyer a comis "o fraudă grosolană și flagrantă" și i-a cerut să returneze investitorilor cei 25 000 de dolari.

## Decesul lui Meyer
Stanley Meyer a murit subit la 20 martie 1998, după o cină la restaurant. Fratele lui a afirmat că după întâlnirea în restaurant cu doi investitori belgieni Meyer a fugit brusc afară spunând „M-au otrăvit". După anchetă, poliția din Grove City împreună cu procurorul din Franklin County au declarat că Meyer, care suferea de hipertensiune, a murit din cauza unui anevrism cerebral. Unii dintre susținătorii lui Meyer cred că el a fost asasinat pentru a oculta invențiile sale.

## Situația actuală
Brevetele lui Meyer sunt expirate, ca urmare invențiile sale sunt acum în domeniul public, putând fi folosite fără restricții și fără plată. Cu toate astea, niciun fabricant de motoare sau autovehicule nu a utilizat lucrările lui Meyer.

## Vezi și
- Lista paginilor care încep cu „Pilă”
- Pilă Karpen
- Suprimarea energiei libere